# 로베르 게랭
로베르 게랭(Robert Guérin, 1876년 ~ 1952년)은 프랑스 출신의 국제 축구 연맹의 창시자이자, 전 1대 회장이다.

## 일생과 경력
프랑스의 신문 '르 마탱'의 기자로 일하였으며, USFSA의 축구부 총무를 맡아 축구와 인연을 맺게 되었다. 국제 축구 연맹의 창단 활동의 계약과 국제 축구 연맹의 첫 규정의 동의를 위해서 파리에서 열린 논의에 국제 축구 연맹의 첫 구성원이었던 7나라의 대표자와 함께 참여하였다. 1904년 5월 22일 국제 축구 연맹 회의에서 회장에 당선되었으며, 잉글랜드 축구 협회를 포함한 8개의 협회가 추가로 합류할 때까지 2년 동안 회장으로 활동하였다.

## 같이 보기
- FIFA 회장 목록